# Куик, Джонатан
Джо́натан Ду́глас Куи́к (англ. Jonathan Douglas Quick; род. 21 января 1986, Милфорд, Коннектикут) — американский хоккеист, вратарь клуба Национальной хоккейной лиги (НХЛ) «Нью-Йорк Рейнджерс», трёхкратный обладатель Кубка Стэнли (2012, 2014, 2023). Занимает первое место по победам за карьеру в НХЛ среди всех вратарей из США.

## Карьера в НХЛ
На драфте НХЛ 2005 года выбран в 3-м раунде под общим 72-м номером командой «Лос-Анджелес Кингз».
Выступает в команде под номером «32».
Впервые вышел на лёд после того, как основной вратарь Эрик Эрсберг получил травму в сезоне 2007/08. Дебют Куика в НХЛ пришёлся на игру с «Баффало Сейбрз» 6 декабря 2007 года, в которой «короли» выиграли со счётом 8:2.
Следующий сезон 2008/2009 Куик начал в фарм-клубе «Кингз» «Манчестер Монаркс». 16 декабря 2008 его вызвали в главную команду на замену травмированного Эрика Эрсберга. Сезон оказался для молодого вратаря невероятно удачным, несмотря на то, что команда не смогла выйти в плей-офф. В матче против «Коламбус Блю Джекетс» Куик впервые в карьере в НХЛ сыграл на «0». В декабре вратарь был назван «звездой недели» регулярного чемпионата НХЛ, имея в активе 95 отражённых из 100 бросков по воротам.
В 2010 году Куик — самый молодой в бригаде вратарей сборной США на Олимпиаде в Ванкувере. При этом до Олимпийских игр он ни разу не играл ни в плей-офф Кубка Стэнли и ни за национальную команду. В Ванкувере Куик так и не сыграл ни одного матча.
В сезоне 2011/2012 в составе «Лос-Анджелеса» выигрывает свой первый «Кубок Стэнли», а также становится обладателем «Конн Смайт Трофи». 29 июня 2012 подписал с «Кингз» 10-летний контракт на сумму $58 млн, который вступил в силу с сезона 2013/14.
В сезоне 2012/2013 «короли» не смогли повторить прошлогодний успех, проиграв в финале Западной конференции «Чикаго Блэкхокс» со счётом 1:4. На свою вторую Олимпиаду Куик поехал уже в качестве основного вратаря сборной США. Там он показал неплохую игру, но был и неудачный матч за 3-е место против сборной Финляндии, закончившийся со счётом 0:5.
В следующем сезоне «Кингз» взяли второй кубок Стэнли, а Куик стал обладателем «Уильям М. Дженнингс Трофи».
Сезон сезоне 2014/2015 сложился неудачно для «Лос-Анджелеса» (команда не смогла пробиться в плей-офф), а Куик сыграл 72 матча, из них 71 в стартовом составе, и одержал в них 36 побед при 6 играх на «0».
14 марта 2016 года после победы над «Чикаго» со счётом 5:0 стал лидером по количеству шатаутов среди американских вратарей за всю историю НХЛ. 27 апреля 2016 был номинирован на «Везина Трофи», но занял в голосовании 2-е место, уступив Брэйдону Холтби.
В начале сезона 2016/17 получил травму паха и восстановился лишь 26 февраля, спустя почти 4 месяца, но не смог помочь «Кингз» попасть в плей-офф.
В сезоне 2017/18 во второй раз в карьере получил «Уильям М. Дженнингс Трофи».
5 января 2019 года одержал свою 300-ю победу в НХЛ. В сезоне 2021/22 преодолел отметку 350 побед в НХЛ. Занимает второе место в истории по количеству побед среди американских вратарей, уступая только завершившему карьеру Райану Миллеру (391).
В марте 2023 года Джонатан Куик был обменян «Королями» в «Коламбус Блю Джекетс», что сильно разочаровало голкипера. Однако сторонам довольно быстро удалось добиться подписания нового контракта с «Вегас Голден Найтс», с которым Куик выиграл свой третий Кубок Стэнли, ни разу не сыграв за «Рыцарей» в плей-офф.
1 июля 2023 года стало известно, что Джонатан Куик подписал  контракт с «Нью-Йорк Рейнджерс». 37-летний голкипер станет надёжным бэкапом Игоря Шестёркина.
3 марта 2024 года продлил контракт с «Рейнджерс» на один сезон. 21 марта 2024 года выиграл матч против «Бостона» (5:2) и догнал лидера по победам в НХЛ среди американских вратарей Райана Миллера (по 391).
2 февраля 2025 года выиграл матч против «Вегаса» (4:2) и стал 15-м вратарём в истории НХЛ, одержавшим за карьеру 400 побед. Для этого Куику понадобилось 797 матчей.

## Личная жизнь
Джонатан женат. 12 марта 2010 года у него родилась дочь. Сестра жены Куика замужем за другим известным хоккеистом Мэттом Моулсоном, играющим в клубе «Баффало Сейбрз».

## Достижения
| Год        | Команда            | Достижение                        | Достижение |
| ---------- | ------------------ | --------------------------------- | ---------- |
| 2012, 2014 | Лос-Анджелес Кингз | Обладатель Кубка Стэнли (2)       |            |
| 2023       | Вегас Голден Найтс | Обладатель Кубка Стэнли           |            |
| 2010       | США                | Серебряный призёр Олимпийских игр |            |

| Год              | Команда            | Достижение                                         | Достижение |
| ---------------- | ------------------ | -------------------------------------------------- | ---------- |
| 2007             | УМасс Минутемен    | Попадание во вторую Сборную всех звёзд Hockey East |            |
| 2012, 2016, 2018 | Лос-Анджелес Кингз | Участник Матча всех звёзд НХЛ (3)                  |            |
| 2012             | Лос-Анджелес Кингз | Обладатель «Конн Смайт Трофи»                      |            |
| 2012             | Лос-Анджелес Кингз | Попадание во вторую Сборную всех звёзд НХЛ         |            |
| 2014, 2018       | Лос-Анджелес Кингз | Обладатель «Уильям М. Дженнингс Трофи» (2)         |            |

## Рекорды

### НХЛ
- Наибольшее количество побед в сериях послематчевых буллитов среди вратарей в одном сезоне — 10 в сезоне 2010/11 (совместно с Мартином Бродёром (2006/07), Райаном Миллером (2006/07) и Мэтью Гароном (2007/08))
- Наибольший процент отражённых бросков в плей-офф одного сезона (для вратарей, отыгравших не менее 10-и матчей) — 94.6 (2012)
- Наибольшее количество сыгранных матчей в плей-офф одного сезона среди вратарей — 26 (2014) (совместно с Роном Хекстоллом (1987))

### «Лос-Анджелес Кингз»
- Наибольшее количество «сухих матчей» в одном сезоне — 10 в сезоне 2011/12
- Наибольшее количество «сухих матчей» — 37